# Kleinstaaterei
Kleinstaaterei  ( alemão: [ˌklaɪnʃtaːtəˈʁaɪ] , " minoria estatal" ) é uma palavra alemã usada, freqüentemente pejorativamente, para denotar a fragmentação territorial na Alemanha e nas regiões vizinhas durante o Sacro Império Romano (especialmente após o fim da Guerra dos Trinta Anos ) e durante Confederação Alemã na primeira metade do século XIX. Refere-se ao grande número de principados seculares e eclesiásticos virtualmente soberanos, pequenos e médios, e cidades imperiais livres, algumas das quais pouco maiores que uma única cidade ou os terrenos do mosteiro de uma abadia imperial. As estimativas do número total de estados alemães em um dado momento durante o século XVIII variam, variando de 294 a 348 ou mais.

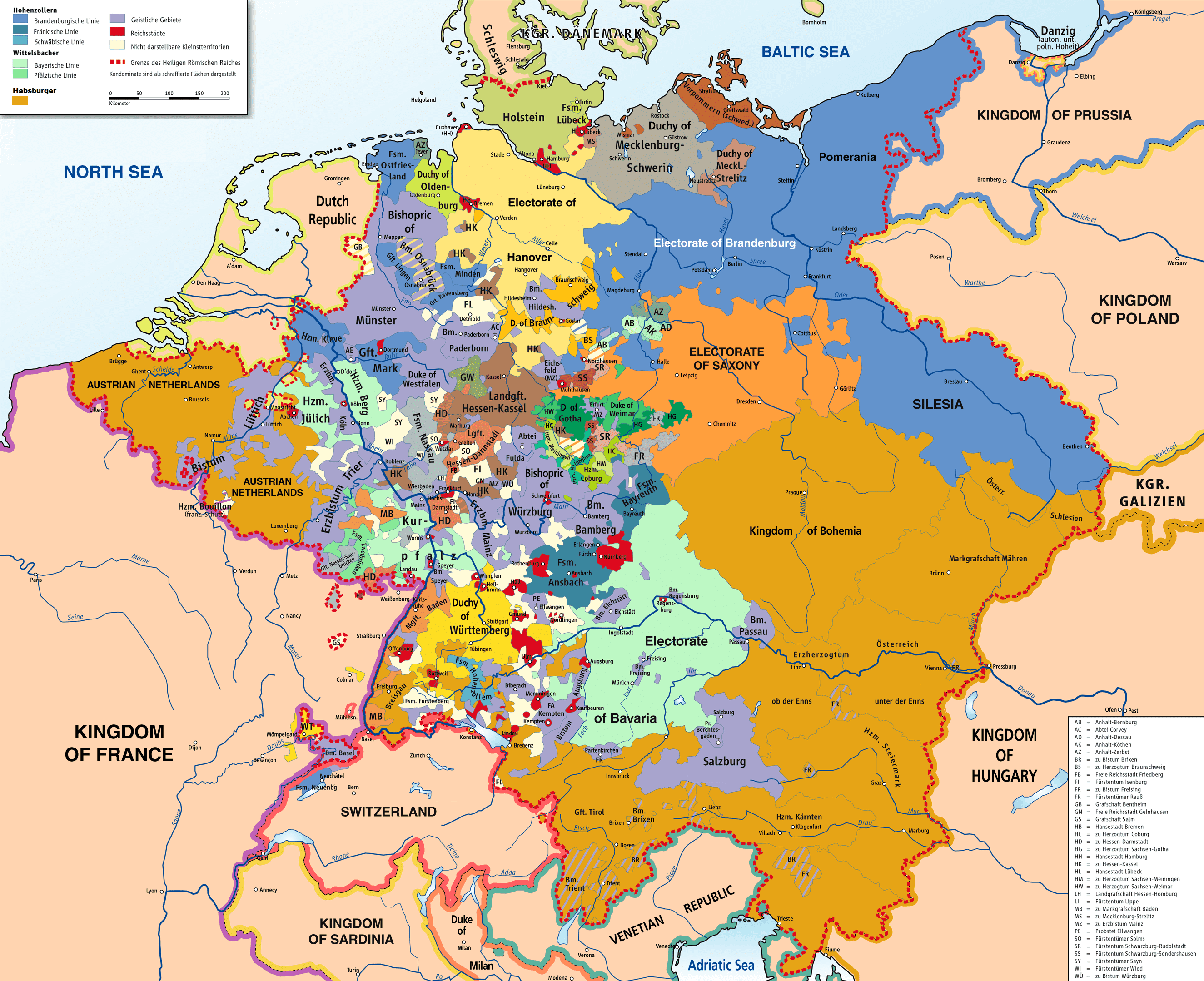
Mapa mostrando o Sacro Império Romano em 1789

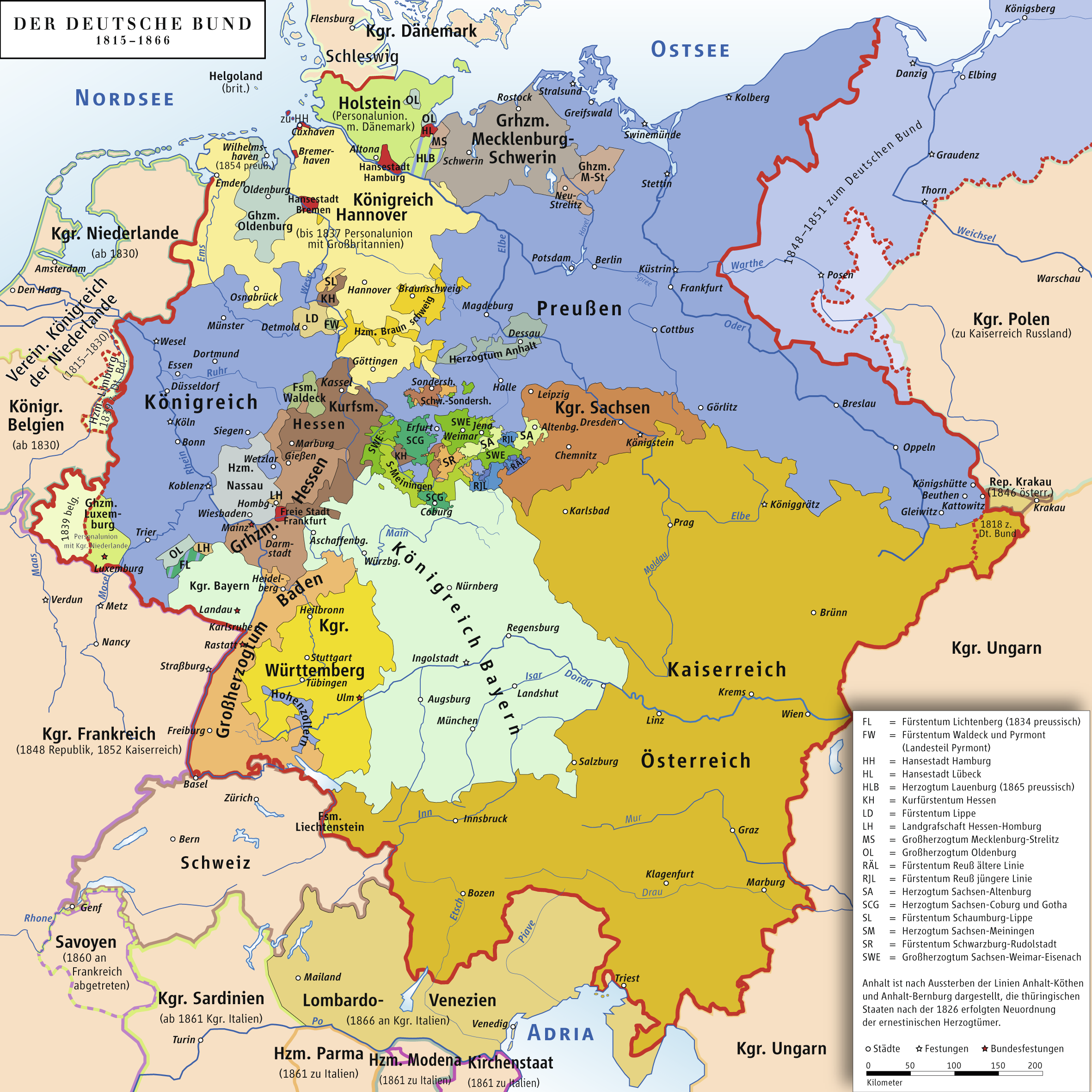
A Confederação Alemã de 39 estados (1815 a 1866) ainda incluía vários estados microscópicos.

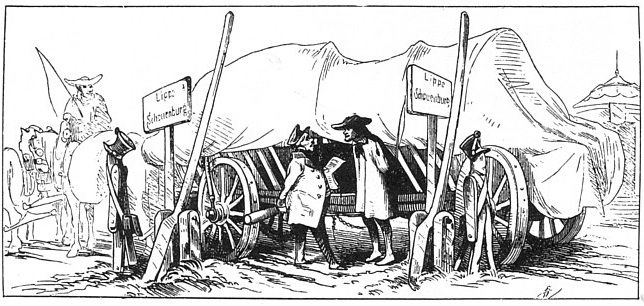
Um desenho animado alemão de 1834 zombando do tamanho microscópico do Principado de Schaumburg-Lippe, um dos muitos pequenos estados da Confederação Alemã

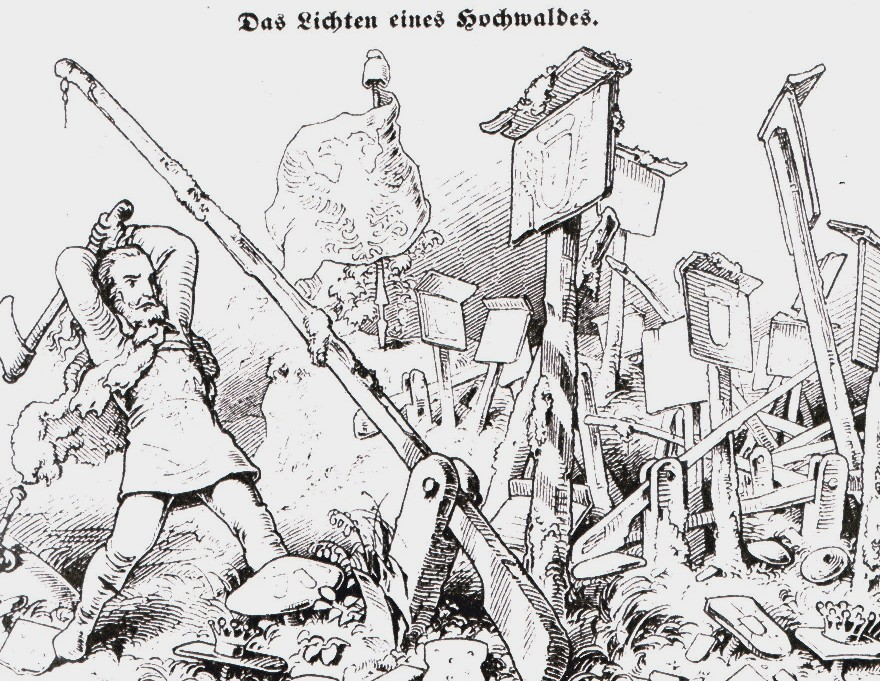
Cartum anti-Kleinstaaterei do início do século XIX, que pedia a eliminação das inúmeras barreiras personalizadas entre as estateladas

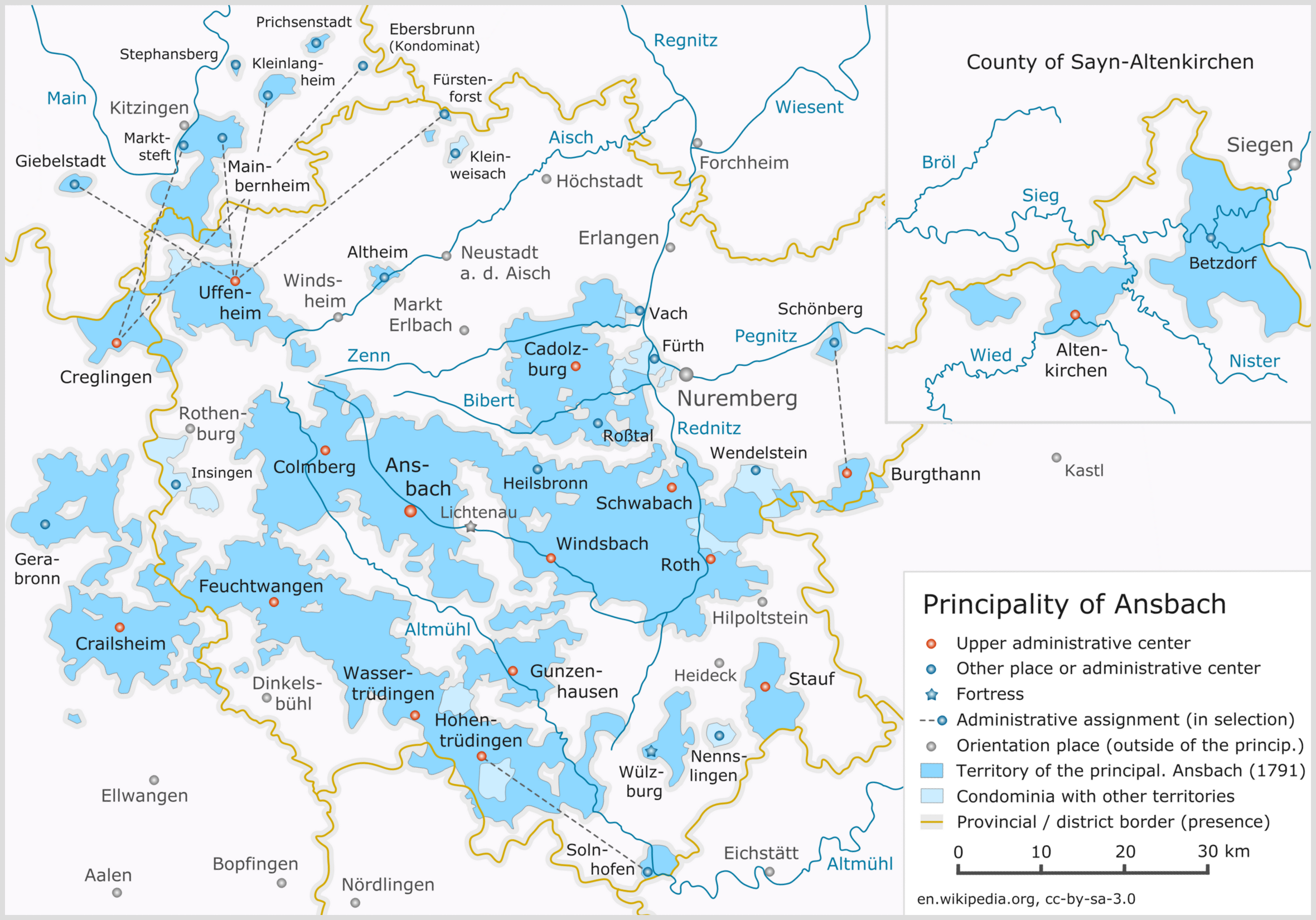
O Principado hiper-fragmentado de Ansbach

O antigo príncipado-bispado de Liège, com sua geografia atormentada, era o homólogo de língua francesa do alemão Kleinstaaterei. Liège fazia parte do Sacro Império Romano por 800 anos.

Além disso, muitos estados alemães eram compostos de duas ou mais partes não contíguas, muitas vezes politicamente unidas através de um casamento. A maioria dos estados possuía pelo menos um ou dois enclaves ou exclaves, e alguns consideravelmente mais. No verão de 1789, o jovem Wilhelm von Humboldt e alguns amigos, deixando Brunswick, capital do Principado de Brunswick-Wolfenbüttel, para que fossem a França observar os eventos revolucionários que se desenrolam em Paris, precisavam entrar e sair de seis ducados, quatro bispados e uma Cidade Imperial Livre (Aachen) antes de chegar à fronteira francesa.

## História
Os poderosos e autônomos ducados-tronco alemães, que já existiam antes do fim do império carolíngio e da formação da Frância Oriental durante o século IX, moldaram basicamente o caráter federal do reino. Ao contrário de outros reinos europeus, um colégio dos príncipes imperiais elegeu o rei entre os duques territoriais depois que a linha carolíngia desapareceu por volta do ano 898. Esse sistema impediu o desenvolvimento de uma forte monarquia centralizada como governantes locais, que procuravam promover seus próprios interesses e autonomia, muitas vezes se rebelavam contra o governante soberano e os conflitos tinham que ser resolvidos no campo de batalha.

O interregna imperial entre 1245 e 1312 e entre 1378 e 1433 aumentou a instabilidade política e fortaleceu os movimentos comunitários, como a Liga das Cidades da Suábia, a Liga Hanseática e a Confederação Suíça. Conflitos entre a nobreza territorial menor, que receberam seus feudos dos príncipes territoriais, causaram conflitos como a Guerra dos Condes da Turíngia e mais fragmentação territorial. As cidades imperiais livres, muitas delas fundadas pelos reis e imperadores alemães durante o período entre os séculos X e XIII, foram inicialmente administradas pela nobreza imperial ( Vögte ), vassalos diretos do imperador. Essas cidades gradualmente ganharam independência, pois seus magistrados patrícios assumiram o controle total da administração e da justiça.
 A fragmentação política do Império foi a característica mais saliente da história alemã ao longo do período moderno; sustentava e condicionava o desenvolvimento em todas as áreas da vida pública. 
Enquanto em outros reinos europeus como a França, Estados-nação coerentes surgiram como resultado das ideias modernas primitivas de concentração e centralização política, a dinastia Habsburgo, que já controlava o Ducado da Áustria, Boêmia e Hungria, governava o Sacro Império Romano desde 1438 e conseguiu ocupar permanentemente o trono imperial até 1806 (com uma breve exceção entre 1742 e 1745). A família Habsburgo, no entanto, seguiu sua política de grande estratégia, que se concentrava no reinado dinástico de longo prazo, no centro de um vasto reino de múltiplas camadas e multiétnicas contra a Casa de Bourbon e o Império Otomano. As terras imperiais serviram para reter zonas-tampão que estavam em desacordo com qualquer conceito de patriotismo e identidade nacional.
Em 1495, o imperador Maximiliano, tentou reformar o império. Uma suprema corte imperial ( Reichskammergericht ) foi estabelecida, os impostos imperiais foram cobrados e o poder da Dieta Imperial ( Reichstag ) foi aumentado. As reformas, no entanto, foram frustradas pela contínua fragmentação territorial do Império. A Reforma Protestante representou uma grande ameaça à integridade imperial. O imperador Carlos V declarou em 1546: ... se deixássemos de intervir agora, todas as propriedades da Alemanha corriam o risco de romper com a fé. Com o Interim de Augsburg 1548, ele tentou reconciliar o cisma religioso na Alemanha, mas apenas provocou um novo desafio protestante.
Desde o século XVII, o Reino da Prússia emergiu como a segunda potência dominante, que também incorporou territórios e terras não alemãs substanciais além das fronteiras do império, excluindo as principais partes da Alemanha.
Além desses dois estados, o Sacro Império Romano consistia em centenas de pequenos principados de língua alemã, a maioria dos quais derivava de sucessivas cisões dinásticas ( fragmentação feudal ), às vezes refletidas em nomes compostos como Saxe-Coburg ; alguns deles foram unidos por meio de casamentos reais, embora a entidade resultante geralmente não fosse um território contíguo. Durante o início do período moderno, esses pequenos estados modernizaram suas administrações militar, judicial e econômica. Isso quase não existia no nível imperial, e o imperador era pouco mais que uma figura confederada feudalista, sem influência política ou militar. Após a Reforma, os pequenos estados do Império foram divididos em linhas religiosas. Os chefiados pelas dinastias católicas romanas enfrentaram os governados pelas dinastias protestantes na Guerra dos Trinta Anos e outros conflitos.
Depois que o imperador francês Napoleão Bonaparte forçou o Sacro Imperador Romano, Francisco II, a dissolver o Império em 1806, Kleinstaaterei foi alterado, mas não eliminado. Através da eliminação dos territórios governados pelos príncipes-bispos ( secularização ) e da consolidação dos principados, enclaves e exclaves vizinhos, Napoleão reduziu várias centenas de estados a uma concentração relativa de pouco mais de duas dúzias na Confederação do Reno. Esta confederação não sobreviveu à derrota militar de Napoleão nas mãos dos aliados, mas os principados anteriores não foram inteiramente restaurados. A Prússia e o Império Austríaco - o estado sucessor da Monarquia dos Habsburgos - eram as únicas grandes potências alemãs, e nenhum deles fazia parte da Confederação do Reno. Os aliados vitoriosos, incluindo a Prússia e a Áustria, decidiram no Congresso de Viena (1814 a 15) sobre restaurações dinásticas generalizadas, embora algumas das consolidações de Napoleão tenham sido mantidas, e a Áustria e a Prússia se ajudaram em alguns territórios anteriormente independentes. A divisão territorial resultante resultou em uma versão consolidada - cerca de 40 estados - dos Kleinstaaterei pré-napoleônicos.
A ascensão do nacionalismo em toda a Europa trouxe movimentos lutando por " estados-nação ", cada um governando um povo inteiro (etnocultural). Nacionalistas alemães começaram a insistir em uma Alemanha unificada. O apelo por um Estado-nação unificado foi uma das demandas centrais das revoluções de 1848, mas as dinastias dominantes dos pequenos estados alemães e da multinacional Áustria e Prússia conseguiram resistir aos esforços nacionalistas de unificação. O escritor e estadista alemão Goethe sempre se opôs a isso, escrevendo: "Frankfurt, Bremen, Hamburgo, Luebeck são grandes e brilhantes, e seu impacto na prosperidade da Alemanha é incalculável. No entanto, eles permaneceriam como são se perdessem a independência e fossem incorporados como cidades provinciais em um grande império alemão? Eu tenho motivos para duvidar disso."

A natureza descentralizada de Kleinstaaterei tornou difícil para a economia alemã realizar seu potencial. Sistemas variados de pesos e medidas, diferentes moedas e numerosas tarifas impediram o comércio e o investimento, embora a criação da União Aduaneira Alemã tenha começado a levantar essas barreiras. A rapidez surpreendente do crescimento econômico da Alemanha após a unificação sob Bismarck forneceu mais evidências de que os Kleinstaaterei eram economicamente repressivos. O sistema contribuiu para a diversidade cultural dentro da Alemanha, e os numerosos tribunais rivais - embora geralmente politicamente insignificantes - muitas vezes ganharam fama através do patrocínio.

## Uso alemão moderno
Hoje, o termo Kleinstaaterei é usado algumas vezes na mídia alemã e em outros lugares, em sentido figurado, para descrever o sistema político federalista federalista de uma maneira crítica, principalmente se referindo à sua aparente ineficiência em decidir reformas nos campos políticos que são de responsabilidade dosEstados e, portanto, estão sob os auspícios de dezesseis administrações diferentes. A partir de 2010, Kleinstaaterei é mais frequentemente invocado em questões de política educacional, como as dificuldades causadas pelos diferentes sistemas escolares para filhos de famílias que se deslocam de uma terra para outra.

## 2
1. ↑  Historian J. Whaley defines Kleinstaaterei as "A (pejorative) term coined in the early 19th century to denote the extreme territorial fragmentation of the Reich". J. Whaley, Germany and the Holy Roman Empire (1493–1806), Oxford University Press, 2011, vol. 2, p. 653 (Glossary).
2. ↑  The Times, Atlas of European History, Harper Collins, 1994, p. 127
3. ↑  E. D. Brose, German History 1789–1871, From the Holy Roman Empire to the Bismarckian Reich, Berghahn Books, 1997, p. 4.
4. ↑  «Lambert von Spoleto». Deutsche Biographie
5. 1 2 3  Eric Solsten (agosto de 1999). Germany: A Country Study. DIANE Publishing. [S.l.: s.n.] pp. 24–. ISBN 978-0-7881-8179-5
6. ↑  «The Imperial Nobility of Germany». Holy Roman Empire Association
7. ↑  «Warum gibt es die Schweiz? - 2.1.1. Das Heilige Römische Reich». Unterrichstools Schweiz
8. ↑  Nicholas, David (1997). The Growth of the Medieval City: From Late Antiquity to the Early Fourteenth Century. Longman. [S.l.: s.n.] pp. 69–72, 133–42, 202–20, 244–45, 300–307
9. ↑  John Gagliardo, Germany Under the Old Regime, 1600-1790, Longman, 1991, p. viii.
10. ↑  A. Wess Mitchell (26 de junho de 2018). The Grand Strategy of the Habsburg Empire. Princeton University Press. [S.l.: s.n.] pp. 307–. ISBN 978-1-4008-8996-9
11. ↑  Mikulas Teich; Roy Porter; Former Professor of the Social History of Medicine Wellcome Trust Centre for the History of Medicine Roy Porter (6 de maio de 1993). The National Question in Europe in Historical Context. Cambridge University Press. [S.l.: s.n.] pp. 153–. ISBN 978-0-521-36441-6
12. ↑  Joachim Whaley (2012). Germany and the Holy Roman Empire: Volume I: Maximilian I to the Peace of Westphalia, 1493-1648. OUP Oxford. [S.l.: s.n.] ISBN 978-0-19-873101-6
13. ↑  Daniel H. Nexon. «The Struggle for Power in Early Modern Europe» (PDF). Princeton University Press
14. ↑  Reinhard Bendix (8 de abril de 1980). Kings Or People: Power and the Mandate to Rule. University of California Press. [S.l.: s.n.] pp. 141–. ISBN 978-0-520-04090-8
15. ↑  Markus A. Denzel. «State and Finance in the Holy Roman Empire from c.1650 to c.1800» (PDF). University of Helsinki
16. ↑  Tilly, Richard (1967), «Germany: 1815–1870», in:  Cameron, Rondo, Banking in the Early Stages of Industrialization: A Study in Comparative Economic History, Oxford University Press, pp. 151–182